# Fed Cup 2013
De Fed Cup werd in 2013 voor de 51e keer gehouden. De Fed Cup is de jaarlijkse internationale tenniscompetitie voor landenteams, voorbehouden aan vrouwen. Dit jaar deden 90 teams met het toernooi mee.
Italië won de competitie. In de finale was het te sterk voor Rusland.

## Wereldgroep I

### Toernooischema
|  | eerste ronde 9 en 10 februari | eerste ronde 9 en 10 februari |                         |   | halve finale 20 en 21 april | halve finale 20 en 21 april |  |  | finale 2 en 3 november | finale 2 en 3 november |
|  |                               |                               |                         |   |                             |                             |  |  |                        |                        |
|  |                               |                               |                         |   |                             |                             |  |  |                        |                        |
|  | Rimini, gravel binnen         |                               |                         |   |                             |                             |  |  |                        |                        |
|  |                               |                               |                         |   |                             |                             |  |  |                        |                        |
|  | Italië (3)                    | 3                             |                         |   |                             |                             |  |  |                        |                        |
|  | Italië (3)                    | 3                             | Palermo, gravel buiten  |   |                             |                             |  |  |                        |                        |
|  | Verenigde Staten              | 2                             |                         |   |                             |                             |  |  |                        |                        |
|  | Verenigde Staten              | 2                             | Italië (3)              | 3 |                             |                             |  |  |                        |                        |
|  | Ostrava, hardcourt binnen     |                               | Italië (3)              | 3 |                             |                             |  |  |                        |                        |
|  |                               | Tsjechië (1)                  | 1                       |   |                             |                             |  |  |                        |                        |
|  | Tsjechië (1)                  | Tsjechië (1)                  | 1                       | 4 |                             |                             |  |  |                        |                        |
|  | Tsjechië (1)                  |                               | Cagliari, gravel buiten | 4 |                             |                             |  |  |                        |                        |
|  | Australië                     | 0                             |                         |   |                             |                             |  |  |                        |                        |
|  | Australië                     | 0                             | Italië (3)              | 4 |                             |                             |  |  |                        |                        |
|  | Moskou, hardcourt binnen      |                               | Italië (3)              | 4 |                             |                             |  |  |                        |                        |
|  |                               | Rusland (4)                   | 0                       |   |                             |                             |  |  |                        |                        |
|  | Rusland (4)                   | Rusland (4)                   | 0                       | 3 |                             |                             |  |  |                        |                        |
|  | Rusland (4)                   | Moskou, gravel buiten         |                         | 3 |                             |                             |  |  |                        |                        |
|  | Japan                         | 2                             |                         |   |                             |                             |  |  |                        |                        |
|  | Japan                         | 2                             | Rusland (4)             | 3 |                             |                             |  |  |                        |                        |
|  | Niš, hardcourt binnen         |                               | Rusland (4)             | 3 |                             |                             |  |  |                        |                        |
|  |                               | Slowakije                     | 2                       |   |                             |                             |  |  |                        |                        |
|  | Servië (2)                    | Slowakije                     | 2                       | 2 |                             |                             |  |  |                        |                        |
|  | Servië (2)                    |                               |                         | 2 |                             |                             |  |  |                        |                        |
|  | Slowakije                     | 3                             |                         |   |                             |                             |  |  |                        |                        |
|  | Slowakije                     | 3                             |                         |   |                             |                             |  |  |                        |                        |

Eerstgenoemd team speelde thuis.

## Wereldgroep II
Er waren acht deelnemende landen in Wereldgroep II. In het weekeinde van 9 en 10 februari 2013 speelde iedere deelnemer een landenwedstrijd tegen een door loting bepaalde tegenstander.
- Winnaars Zwitserland, Duitsland, Spanje en Zweden gingen naar de Wereldgroep I play-offs.
- Verliezers België, Frankrijk, Oekraïne en Argentinië gingen naar de Wereldgroep II play-offs.

## Wereldgroep I play-offs
Er waren acht deelnemende landen in de Wereldgroep I play-offs. In het weekeinde van 20 en 21 april 2013 speelde iedere deelnemer een landenwedstrijd tegen een door loting bepaalde tegenstander.
- Verenigde Staten en Australië (Wereldgroep I) alsmede Zwitserland en Zweden (Wereldgroep II) continueerden hun positie.
- Duitsland en Spanje promoveerden van Wereldgroep II in 2013 naar Wereldgroep I in 2014.
- Servië en Japan degradeerden van Wereldgroep I in 2013 naar Wereldgroep II in 2014.

## Wereldgroep II play-offs
Er waren acht deelnemende landen in de Wereldgroep II play-offs. In het weekeinde van 20 en 21 april 2013 speelde iedere deelnemer een landenwedstrijd tegen een door loting bepaalde tegenstander.
- Frankrijk en Argentinië (Wereldgroep II) alsmede Kazachstan en Groot-Brittannië (regionale zones) continueerden hun positie.
- Polen en Canada promoveerden van hun regionale zone in 2013 naar Wereldgroep II in 2014.
- België en Oekraïne degradeerden van Wereldgroep II in 2013 naar hun regionale zone in 2014.

## België
België speelde na degradatie uit Wereldgroep I in Wereldgroep II.
| datum      | tegenstander | uitslag | locatie | groep | ronde               | w/v     |
| ---------- | ------------ | ------- | ------- | ----- | ------------------- | ------- |
| 2013-02-09 | Zwitserland  | 1-4     | uit     | WG II | eerste ronde        | verlies |
| 2013-04-20 | Polen        | 1-4     | thuis   | WG II | degradatiewedstrijd | verlies |

België speelde in de eerste ronde uit tegen Zwitserland. Deze wedstrijd ging verloren waardoor thuis tegen Polen degradatie voorkomen diende te worden. Ook dit lukte niet waardoor België degradeerde naar de Europees/Afrikaanse zone.

## Nederland
Nederland speelde voor de veertiende keer op rij in groep 1 van de Europees/Afrikaanse zone.
| datum      | tegenstander | uitslag | locatie | groep    | ronde         | w/v     |
| ---------- | ------------ | ------- | ------- | -------- | ------------- | ------- |
| 2013-02-07 | Bulgarije    | 0-3     | Israël  | EPA G1 D | groepsfase    | verlies |
| 2013-02-08 | Slovenië     | 3-0     | Israël  | EPA G1 D | groepsfase    | winst   |
| 2013-02-09 | Luxemburg    | 3-0     | Israël  | EPA G1 D | groepsfase    | winst   |
| 2013-02-10 | Hongarije    | 0-2     | Israël  | EPA G1 D | om plaats 5-8 | verlies |

De 16 landen uit groep 1 speelden in Israël een toernooi waarbij de landen in vier poules werden ingedeeld. De vier poulewinnaars maakten onderling uit welke twee landen later zouden spelen om promotie naar Wereldgroep II. De vier teams die als laatste eindigden in hun poule, maakten onderling uit welke twee landen zouden degraderen naar groep 2 van de Europees/Afrikaanse zone.
Nederland werd voor het toernooi geloot in poule D samen met Bulgarije, Slovenië en Luxemburg. Nederland eindigde als tweede in de groep waarmee de plaats in deze regionale groep werd gecontinueerd.

## Legenda
| niveau 1 | niveau 2 | niveau 3 | niveau 4 | niveau 5 |